# 宮城県道247号石巻工業港矢本線
宮城県道247号石巻工業港矢本線（みやぎけんどう247ごう いしのまきこうぎょうこうやもとせん）は、宮城県石巻市と同県東松島市を結ぶ一般県道である。

## 概要

### 路線データ
- 起点：石巻工業港
- 終点：東松島市矢本
- 実延長：7469.4 m[1]

## 路線状況

### 重複区間
- 宮城県道43号矢本河南線：東松島市矢本字中田 - 同市矢本字一本杉

## 地理

### 通過する自治体
- 石巻市
- 東松島市

### 交差する道路
- 宮城県道251号石巻港インター線
- 宮城県道240号石巻女川線
- 宮城県道43号矢本河南線
- 国道45号

### 沿線の施設
- 航空自衛隊松島基地